# Exetastes annulator
Exetastes annulator är en stekelart som beskrevs av Morley 1916. Exetastes annulator ingår i släktet Exetastes och familjen brokparasitsteklar. Inga underarter finns listade i Catalogue of Life.